# Karin Paulsson
Karin Kristina Paulsson, född 27 augusti 1949 i Ovikens församling i Jämtlands län, är en svensk socialdemokratisk politiker som var kommunalråd i Bergs kommun mellan 2010 och 2014, i ett styre tillsammans med Centerpartiet och dåvarande Folkpartiet. Därefter var hon under en period kommunfullmäktiges ordförande i Bergs kommun.